# Solana de les Alzines
La Solana de les Alzines, és una solana del terme municipal de Conca de Dalt, al Pallars Jussà, a l'antic terme de Toralla i Serradell, en el territori del poble de Torallola.
Està situada al sud-oest de Torallola, al damunt de la riba esquerra del barranc de Sensui, al sud-est de la Boïga i a ponent de l'Alzinar. És a prop i a llevant del poble de Sensui, a tocar del termenal amb Salàs de Pallars.